# Países Bajos en los Juegos Paralímpicos
Los Países Bajos en los Juegos Paralímpicos están representados por el Comité Olímpico Neerlandés y Confederación Deportiva Neerlandesa, miembro del Comité Paralímpico Internacional.
Ha participado en todas las ediciones de los Juegos Paralímpicos de Verano (17 en total). El país ha obtenido un total de 863 medallas en las ediciones de verano: 328 de oro, 279 de plata y 256 de bronce.
En los Juegos Paralímpicos de Invierno ha participado en 10 ediciones, siendo Innsbruck 1984 su primera aparición en estos Juegos. El país ha conseguido un total de 22 medallas en las ediciones de invierno: 6 de oro, 10 de plata y 6 de bronce.
Este país fue anfitrión de los Juegos Paralímpicos de Verano en una ocasión: Arnhem 1980.

## Medallero

### Por edición
| Evento                                | Oro | Plata | Bronce | Total |
| ------------------------------------- | --- | ----- | ------ | ----- |
| Roma 1960                             | 3   | 5     | 0      | 8     |
| Tokio 1964                            | 4   | 6     | 4      | 14    |
| Tel Aviv 1968                         | 12  | 4     | 4      | 20    |
| Heidelberg 1972                       | 14  | 13    | 11     | 38    |
| Toronto 1976                          | 45  | 25    | 14     | 84    |
| Arnhem 1980                           | 33  | 31    | 36     | 100   |
| Nueva York 1984 Stoke Mandeville 1984 | 55  | 52    | 28     | 135   |
| Seúl 1988                             | 30  | 24    | 29     | 83    |
| Barcelona 1992                        | 14  | 14    | 11     | 39    |
| Atlanta 1996                          | 17  | 11    | 17     | 45    |
| Sídney 2000                           | 12  | 9     | 9      | 30    |
| Atenas 2004                           | 5   | 12    | 12     | 29    |
| Pekín 2008                            | 5   | 10    | 7      | 22    |
| Londres 2012                          | 10  | 10    | 19     | 39    |
| Río de Janeiro 2016                   | 17  | 19    | 26     | 62    |
| Tokio 2020                            | 25  | 17    | 17     | 59    |
| París 2024                            | 27  | 17    | 12     | 56    |
| TOTAL                                 | 328 | 279   | 256    | 863   |

| Evento              | Oro | Plata | Bronce | Total |
| ------------------- | --- | ----- | ------ | ----- |
| Innsbruck 1984      | 0   | 0     | 0      | 0     |
| Innsbruck 1988      | 0   | 0     | 0      | 0     |
| Albertville 1992    | 0   | 0     | 0      | 0     |
| Lillehammer 1994    | 1   | 0     | 3      | 4     |
| Nagano 1998         | 0   | 1     | 1      | 2     |
| Salt Lake City 2002 | 1   | 3     | 0      | 4     |
| Turín 2006          | –   | –     | –      | –     |
| Vancouver 2010      | 0   | 0     | 0      | 0     |
| Sochi 2014          | 1   | 0     | 0      | 1     |
| Pyeongchang 2018    | 3   | 3     | 1      | 7     |
| Pekín 2022          | 0   | 3     | 1      | 4     |
| TOTAL               | 6   | 10    | 6      | 22    |

### Por deporte
| Evento                        | Oro | Plata | Bronce | Total |
| ----------------------------- | --- | ----- | ------ | ----- |
| Atletismo                     | 42  | 51    | 46     | 139   |
| Baloncesto en silla de ruedas | 3   | 6     | 4      | 13    |
| Bochas                        | 0   | 1     | 0      | 1     |
| Ciclismo                      | 29  | 19    | 19     | 67    |
| Dartchery                     | 0   | 1     | 1      | 2     |
| Deportes ecuestres            | 6   | 11    | 12     | 29    |
| Esgrima en silla de ruedas    | 0   | 1     | 1      | 2     |
| Fútbol 7                      | 3   | 0     | 0      | 3     |
| Golbol                        | 0   | 0     | 1      | 1     |
| Judo                          | 0   | 0     | 1      | 1     |
| Levantamiento de potencia     | 0   | 0     | 2      | 2     |
| Natación                      | 190 | 141   | 118    | 449   |
| Remo                          | 0   | 1     | 0      | 1     |
| Tenis de mesa                 | 20  | 14    | 24     | 58    |
| Tenis en silla de ruedas      | 22  | 16    | 11     | 49    |
| Tiro                          | 5   | 3     | 8      | 16    |
| Tiro con arco                 | 2   | 9     | 3      | 14    |
| Triatlón                      | 3   | 1     | 2      | 6     |
| Vela                          | 1   | 1     | 2      | 4     |
| Voleibol                      | 2   | 3     | 1      | 6     |
| TOTAL                         | 328 | 279   | 256    | 863   |

| Evento         | Oro | Plata | Bronce | Total |
| -------------- | --- | ----- | ------ | ----- |
| Biatlón        | 2   | 0     | 1      | 3     |
| Esquí alpino   | 2   | 3     | 1      | 6     |
| Esquí de fondo | 0   | 4     | 3      | 7     |
| Snowboard      | 2   | 3     | 1      | 6     |
| TOTAL          | 6   | 10    | 6      | 22    |